# Mohamed A. El-Erian
Mohamed A. El-Erian (mæˈħæmmæd elʕeɾˈjæːn ; né le 19 août 1958) est conseiller économique chez Allianz. Il est l'ancien PDG de PIMCO, appartenant à Allianz.

## Biographie
Mohamed A. El-Erian a suivi ses études supérieures à l'université de Cambridge puis à Oxford.
Il préside le conseil de développement global de Barack Obama. Il est aussi éditeur de colonnes pour Bloomberg View, contribue au Financial Times et est membre de leur liste A. Il est aussi un contributeur régulier du « Project Syndicate », de Business Insider ainsi que Fortune/CNN et Foreign Policy.
Il a rejoint PIMCO en 2007, après avoir été deux ans président et PDG de la Harvard Management Company (en). Il fut aussi membre de la Harvard Business School.
Le 21 décembre 2012, le président Obama annonce sa nomination à la présidence du Conseil de développement global du président des États-Unis.

## Sources
- (en) Cet article est partiellement ou en totalité issu de l’article de Wikipédia en anglais intitulé « Mohamed A. El-Erian » (voir la liste des auteurs).